# Samantha Hudson
 Samantha Hudson (León, 11 de setembro de 1999), nome artístico de Iván González Ranedo, é uma artista, cantora, actriz, celebridade da internet e ativista espanhola, conhecida pelas suas actuações onde combina a reivindicação social e LGBT com a sua performance transgresora e de estilo camp.
Aos quinze anos de idade tornou-se numa celebridade da internet após a sua canção «Maricón» (2015) se ter tornado viral e alvo de uma intensa polémica nas redes sociais por parte de conservadores e religiosos. Desde então, começou a ganhar protagonismo nas redes sociais pelas suas interpretações ousadas, protagonizando um documentário biográfico em 2018 e realizado diversas aparições e participações em eventos ou programas de televisão nos anos seguintes, tais como no programa Una Natividad con Samantha Hudson na plataforma Atresplayer ou ainda coapresentado o podcast ¿Sigues ahi? para a Netflix, ao lado de Jordi Cruz.
Em 2021 realizou a tourné Eutanásia Deluxe, na qual homenageava a cultura trash e teve a sua estreia no Teatro Lara de Madrid. Nesse mesmo ano lançou o seu primeiro álbum de estúdio Liquidación total, que continha a canção de sátira política «Por España».
Em 2023 publicou o EP AOVE inspirado no techno hardcore dos anos noventa, recebendo o Prémio de Melhor Artista Espanhola na MTV Europe Music Awards.

## Biografia

### Origens
Nasceu em León em 1999 e posteriormente mudou-se para a ilha de Mallorca. Quando tinha 11 anos, viveu um período de firme devoção à Igreja Católica, ainda que mais tarde reconheceria frustração perante a falta de «interesse [...] pelo coletivo LGBT» por parte da mesma. Com 13 anos de idade, pensou que poderia ser mulher e tornar-se transgénero. Essa experiência levou-a a experimentar diferentes concepções de género, o que a ajudariam a descartar essa ideia. Numa entrevista com o jornal El País afirmou que «[com essa idade] gostava da minha aparência quando encaixava num papel feminino [...] Simplesmente queria ser assim.». Mais tarde, descreveu numa entrevista para a Vogue que o nome de Samantha Hudson surgiu como uma sugestão de um amigo, numa conversa onde fantasiavam como seria ser «uma mãe dos subúrbios norte-americanos que vai recolher os seus filhos num veículo de sete lugares».
Com quinze anos de idade, tornou-se célebre após a publicação do single «Maricón» em 2015, que gravou como projecto para a disciplina de cultura audiovisual. A canção, acompanhada por um videoclip publicado na plataforma YouTube, gerou tanta rejeição como aprovação pelo público, tornando-se objeto de protesto por parte de organizações religiosas e grupos políticos conservadores.
Em 2017, depois de completar o seu bacharelato, mudou-se para Barcelona com o objectivo de viver da sua música, contudo nesse mesmo ano, durante uma viagem a Sevilha sofreu uma queda, enquanto trepava até um balcão, pelo que teve que ser internada no hospital durante várias semanas. Em 2018 mudou-se para Madrid.

### «Maricón» e controvérsia

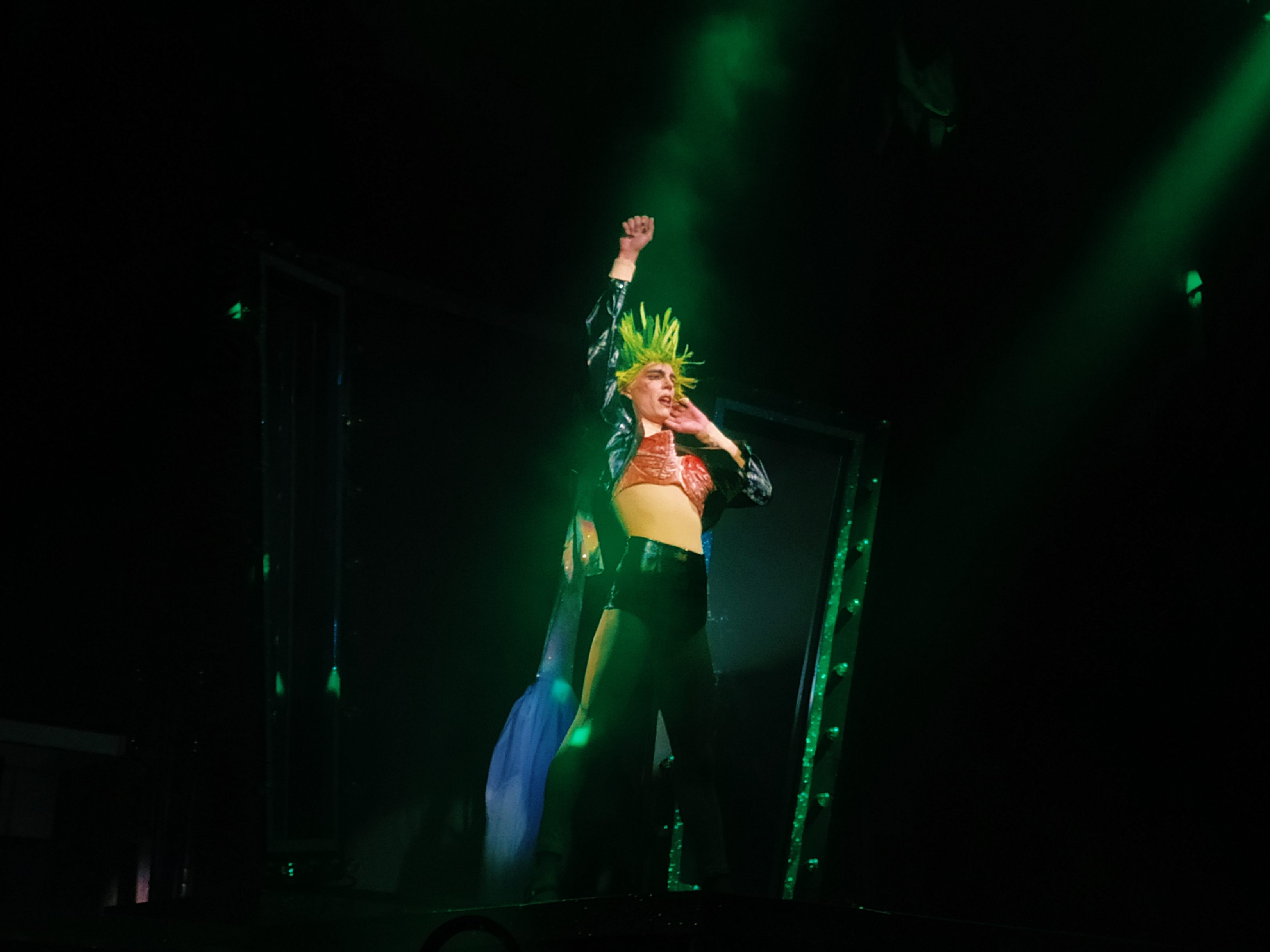
Samantha Hudson em seu espectáculo Eutanásia Deluxe em Madrid (2021)

Em 2015, enquanto estudava no Instituto de Educação Secundária Josep Maria Llompart em Palma de Maiorca, desenvolveu um trabalho sob cultura audiovisual no qual criticava a Igreja Católica e a sua posição sobre a diversidade sexual, utilizando linguagem explícita. A canção, intitulada «Maricón», foi publicada na plataforma YouTube em outubro. Mais tarde a artista declararia em várias entrevistas que, para produzir a canção, inspirou-se numa experiência pessoal, quando visitava uma igreja e escutava o tradicional Canto da Sibila, sendo observado e repudiado pelos olhares dos paroquianos. Como parte do trabalho que se lhe tinha alocado, recebeu uma pontuação de 9 em 10 valores por parte da sua professora, sendo ainda submetida a revisão ante um claustro de professores, que reafirmaram de forma quase unânime o seu apoio ao trabalho, excetuando o docente da matéria de religião, que protestou contra a sua publicação e alertou a comunidade católica. O vídeo seria mais tarde retirado temporariamente da plataforma.
A então deputada pelo partido Ciudadanos no Parlamento das Ilhas Baleares, Olga Ballester, qualificou o vídeo de «blasfemo» e queixou-se perante a inacção do governo balear. A organização ultraconservadora HazteOír, por sua vez, realizou um abaixo-assinado com 48.000 assinaturas pedindo uma actuação disciplinar contra a professora. Como consequência da publicação de «Maricón», Samantha Hudson foi excomungada pelo bispo de Mallorca.

No momento em que coloco uma coroa, [isto] é um acto político. No momento em que coloco uma mochila de princesas, estou a lutar contra um sistema que me oprime. E quando me visto de rosa e saio à rua e chamo a atenção, estou a lutar contra uma sociedade que me rebaixa e me nega o direito a disfrutar da minha própria vida. Porque eu realmente corro perigo por ser como sou.— Iván González, em seu discurso de graduação.

### Carreira

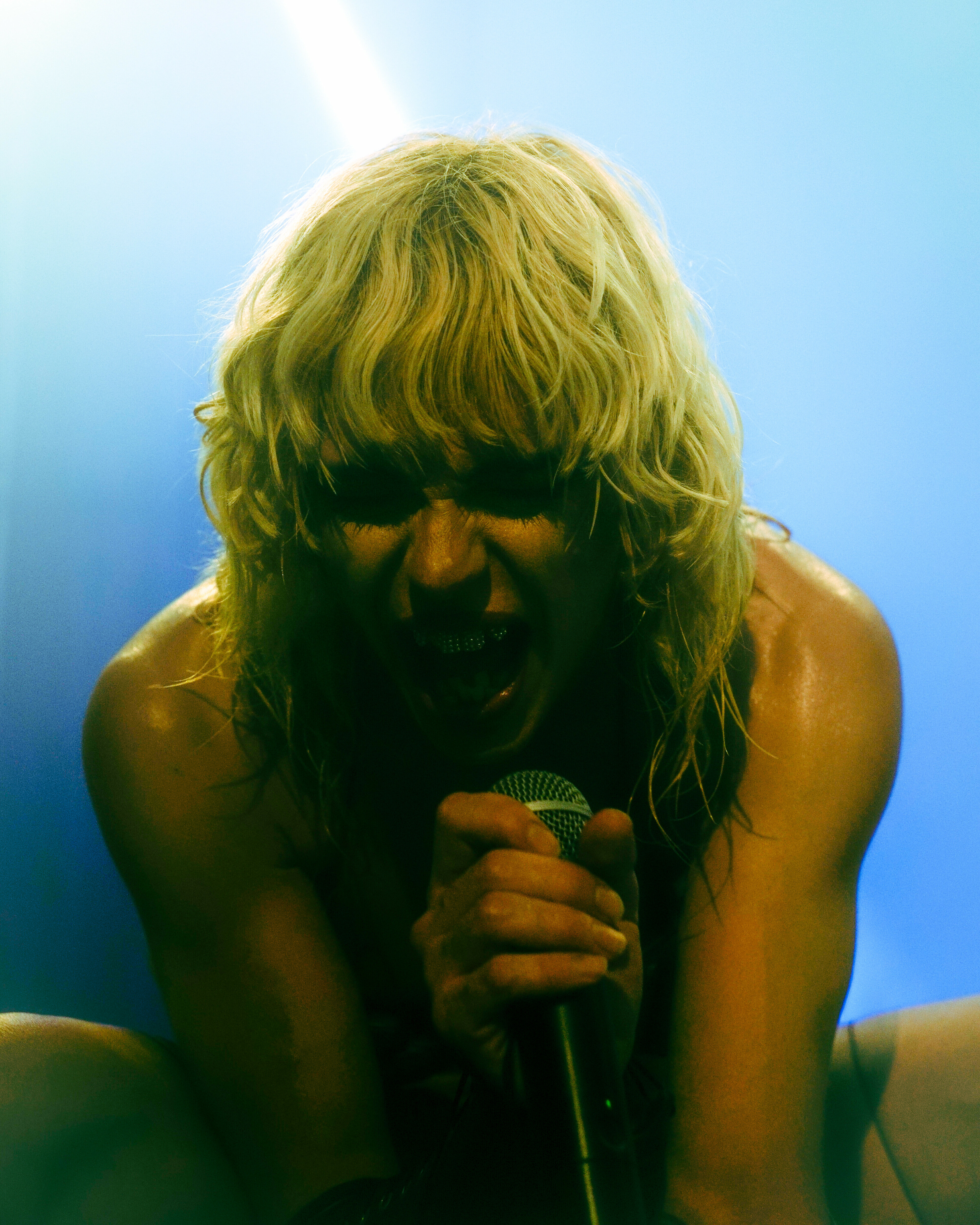
Samantha Hudson em concerto em Granada em outubro de 2023

Em 2018 protagonizou o filme documentário biográfico Samantha Hudson, una historia de fe, sexo y electroqueer, dirigido por Joan Porcel.

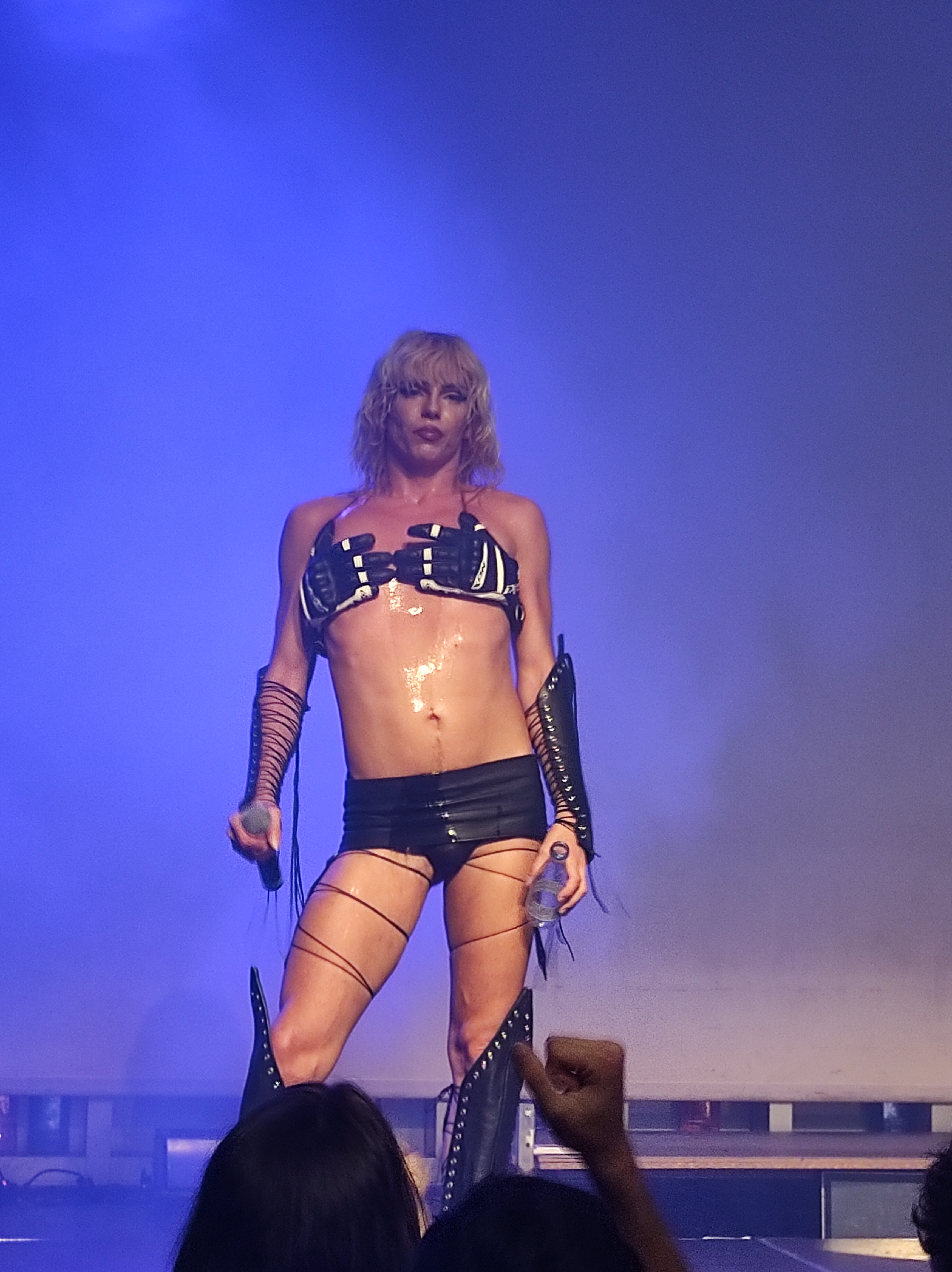
Atuação de Samantha Hudson em Outubro de 2023

Desde 2019 até 2021, realizou semanalmente um show de performance numa sala de concertos em Chueca, partilhando o palco com Paco Clavel em inúmeras ocasiões. Desde março desse último ano até o verão de 2022, realizou um espectáculo no Teatro Lara de Madrid chamado Eutanasia Deluxe, no qual prestava homenagem à cultura trash. Posteriormente levou a sua obra em tour a outras cidades de Espanha, como Valência ou Barcelona. Durante o mesmo período, por ocasião da Marcha de Orgulho LGTB de 2020 em Madrid, posteriormente cancelado pela pandemia de COVID-19, participou na campanha de consciencialização #ProtégeteDelOdio, ao lado de outras figuras públicas como Carla Antonelli ou Eduardo Rubiño, e iniciou a publicação de uma série de podcasts produzidos pela plataforma de streaming Netflix com o apresentador Jordi Cruz, sob o título ¿Sigues ahí?.
Em fevereiro de 2021, realizou uma intervenção em forma de monólogo na gala dos VIII Prêmios Feroz, na qual reivindicava o «abandono do género» através da comparação com o progressivo abandono do género cinematográfico.
Após ter assinado com a companhia discográfia Subterfuge Records, em 2021 publicou «Dulce y Bautizada». Numa entrevista para a revista La Vanguardia, Samantha Hudson declarou «fazer referência às suas origens» no single, devido às referências à estética religiosa e à educação catequista presentes em «Maricón». Em junho desse mesmo ano publicou «Disco Jet Lag», single onde colaborou com La Proibida e Putochinomaricón. A 12 de outubro, Dia da Hispanidad, publicou o seu single «Por España». A canção, produzida por Papá Topo para a banda sonora do filme ¡Corten!, de Marc Ferrer, apropriava-se de elementos do imaginário nacional-católico desde uma óptica queer e de subversão, com uma mensagem antifascista, e misturando géneros de música e dança, como o pasodoble, o gabber, a copla e as sevilhanas. O videoclip obteve trezentas mil visualizações nas primeiras vinte e quatro horas. Em dezembro, publicou o seu primeiro álbum de estúdio, Liquidación Total, que incluíam canções como «Perra» com La Dani.

A 19 de dezembro de 2021 estreou um programa especial natalício para a Atresmedia, intitulado Una Navidade con Samantha Hudson. O programa musical, que representava uma hipotética versão futura de Samantha corrompida pela fama, contou com a participação de artistas e figuras mediáticas espanholas, como Amaia, Arturo Valls, Pepe Viyuela, Manuela Trasobares e Anabel Alonso, para além de retratar temas da actualidade social sob uma estética underground e um tom reinvindicativo.

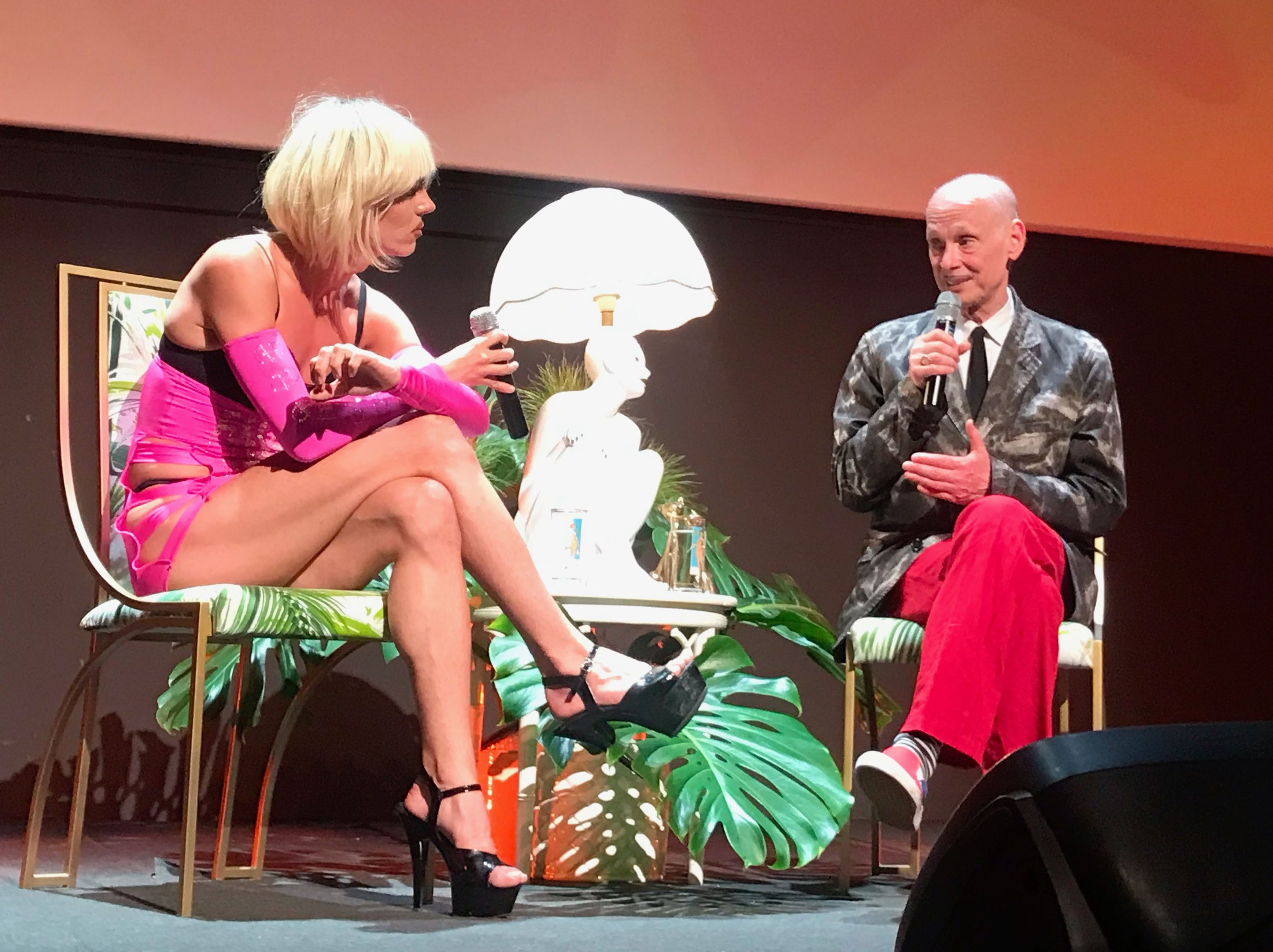
Samantha Hudson com o cineasta John Waters no Primavera Pro em Barcelona (2022)

Em junho de 2022, durante o Primavera Pro de 2022, apresentou um debate sobre o «mau gosto musical» ao lado do diretor de cinema e representante da cultura camp John Waters.
Nesse ano interpretou um papel em Rainbow, de Paco León, dirigiu e protagonizou a campanha #Nimártiresnisantas da Fundação Imagina Más sob o Dia Mundial da Luta contra o Aids e, a partir de setembro de 2022, apresentou a série documental Crimenes online, produzida por Flooxer e emitida na plataforma Atresplayer Premium. No final desse mesmo ano
Em 2023 publicou o EP AOVE, inspirado na música techno hardcore dos anos 90, lançou o single «Chula», com influências na música house e finalizou a tourné Liquidacíon total por cierre, para além de ter apresentado a gala dos Prêmios MIN.
Em março de 2024 assinou um contrato com a empresa Doritos. No entanto, este foi cancelado dois dias depois, por se terem viralizado uma série de publicações sarcásticos que tinha publicado no Twitter durante a sua adolescência.

### Prémios e reconhecimento
No final de 2021, recebeu o Prêmio ODA do Observatório da Diversidade nos Meios Audiovisuais pelo seu «trabalho com o intuito de melhorar a inclusão social do coletivo LGBTIQ+ nos meios espanhóis».
Em 2022 foi galardoada, juntamente com Pedro Almodóvar e Carolina Iglesias, pela Direcção Geral de Diversidade Sexual e Direitos LGTBI do Ministério da Igualdade nos 2.º Reconhecimentos Arcoíris por ser uma « referência à juventude que não se sente refletida na normatividade sexual».
Em novembro de 2023, foi galardoada nos prêmios MTV Europe Music Awards na categoria Melhor Artista Espanhola pelo seu desempenho com o trabalho discográfico AOVE.

## Discurso e estética
Alguns medias têm descrito o seu activismo como contrário ao «convencional», questionando aspectos como a heteronormatividade e os papéis de género através de um tom sarcástico.
Também tem defendido frequentemente a cultura da «mediocridade» e do «absurdo»: numa entrevista para o jornal digital espanhol Público observava que «A gente tem direito a ser mediocre, a simplesmente se dedicar a ser ridícula e absurda e isso não deveria ser uma questão sobre a qual decidas se lhe dar um retrato mais positivo ou mais perjorativo». De igual forma, numa entrevista para Glamour de 2023, afirmava que «abraçar o falhanço é ser uma triunfadora».
A sua estética tem sido frequentemente definida como trash e comparada com as obras do diretor John Waters, tendo a própria descrito a cultura trahs numa entrevista para A Vanguardia de 2022 como um «autêntico tesouro». A revista Vogue referiu-se a Samantha Hudson como «electrodiva».

## Vida pessoal
Ainda que inicialmente Samantha tenha descartado definir-se assim, numa entrevista de 2021 afirmou que «poderia incluir[se] no espectro do não binarismo». Na mesma e em várias ocasiões posteriormente apresentou-se em nome de Iván e noutras como Samantha, referindo-se tanto com o género masculino como o feminino. Noutra entrevista, também de 2021, para o Heraldo de Aragón, afirmou que «não se [lhe] pode encaixar num só género musical nem sexual».
Em outubro de 2022 definiu-se como asexual. No plano político identifica-se como «anticapitalista e marxista».
Em várias entrevistas e num artigo publicado em 2020 para a revista Vice, se autodefinió como «transformista» e «travesti de 24 horas».
Numa entrevista para o programa Viajando con Chester em fevereiro de 2023, Samantha relatou que tinha mantido relações sexuais enquanto menor de idade e que agora reconhecia como abusos.

## Discografía

### Álbuns de estudio
- 2021: Liquidación total[73]

### EPs
- 2023: AOVE[74]

### Compilações
- 2019: Los Grandes Éxitos de Samantha[75]

### Singles
| Título                                                    | Año  |
| --------------------------------------------------------- | ---- |
| «Maricón»                                                 | 2015 |
| «Super Preñada»                                           | 2016 |
| «Burguesa Arruinada»                                      | 2017 |
| «Seguro de moto»                                          | 2019 |
| «Hazme el favor (vente conmigo a bailar)»                 | 2020 |
| «Dulce y Bautizada»                                       | 2021 |
| «Disco Jet Lag» (com La Prohibida)                        | 2021 |
| «Guateque»                                                | 2021 |
| «Por España»                                              | 2021 |
| «Demasiado coño»                                          | 2022 |
| «Perra» (com La Dani)                                     | 2022 |
| «Otra vez»                                                | 2023 |
| «Adicta al sonido»                                        | 2023 |
| «Vodka Redbull»                                           | 2023 |
| «Es lo que hay»                                           | 2023 |
| «Chula»                                                   | 2023 |
| «Adicta al sonido» (Remix) (com Parkineos)                | 2024 |
| «Kanekalon»                                               | 2024 |
| «Rubia platino» (Banda Sonora Original de Menudas piezas) | 2024 |
| «Liturgia» (com Zahara)                                   | 2024 |

## Tournés musicais
- 2021-2022: Gira Liquidación total[51]
- 2022-2023: Gira Liquidación total por cierre[51]

## Filmografia

### Cinema
| Ano  | Título                                                   | Personagem      | Diretor     | Notas              | Ref.   |
| ---- | -------------------------------------------------------- | --------------- | ----------- | ------------------ | ------ |
| 2018 | Samantha Hudson, una historia de fe, sexo y electroqueer | Samantha Hudson | Joan Porcel | Filme documentário | [ 78 ] |
| 2021 | ¡Corten!                                                 | Samantha Hudson | Marc Ferrer |                    | [ 79 ] |
| 2022 | Rainbow                                                  | Ingrid          | Paco León   |                    | [ 80 ] |

### Televisão

#### Séries
| Ano  | Título                          | Personagem      | Corrente            | Notas                                           | Ref.   |
| ---- | ------------------------------- | --------------- | ------------------- | ----------------------------------------------- | ------ |
| 2017 | Mai neva a ciutat               | Samantha Hudson | IB3                 | Episódio: «Fantasmes da vella escoa»            | [ 81 ] |
| 2020 | Veneno                          | Bibliotecaria   | Atresplayer Premium | Episódio: «Los tres enterros de Cristina Ortiz» | [ 82 ] |
| 2021 | Una Navidad con Samantha Hudson | Samantha Hudson | Atresplayer Premium | Telefilme                                       | [ 41 ] |

#### Programas de televisão
| Ano         | Título                          | Corrente  | Notas         | Ref.   |
| ----------- | ------------------------------- | --------- | ------------- | ------ |
| 2020 - 2022 | ¿Sigues ahí?                    | Netflix   | Apresentadora | [ 83 ] |
| 2021        | MasterChef Celebrity Espanha    | A 1       | Concorrente   | [ 84 ] |
| 2021        | Amor con Fianza: El reencuentro | Netflix   | Apresentadora | [ 85 ] |
| 2022        | Crimenes online                 | Flooxer   | Apresentadora | [ 86 ] |
| 2022        | Sálvame Fashion Week            | Telecinco | Júri          | [ 87 ] |
| 2022        | Sálvame Mediafest               | Telecinco | Júri          | [ 88 ] |
| 2023        | Gen Playz XL                    | RTVE Play | Colaboradora  | [ 89 ] |

Como convidada 
| Año  | Título                  | Cadena              | Notas | Ref.   |
| ---- | ----------------------- | ------------------- | ----- | ------ |
| 2018 | Las uñas                | Atresplayer         |       | [ 90 ] |
| 2020 | Los felices veinte      | Orange TV           |       | [ 91 ] |
| 2021 | Paca te lleva al huerto | Atresplayer         |       | [ 92 ] |
| 2021 | Alguna pregunta més?    | TV3                 |       | [ 93 ] |
| 2021 | Drag Race España        | Atresplayer Premium |       | [ 94 ] |
| 2021 | Pasapalabra             | Antena 3            |       | [ 95 ] |
| 2021 | Sálvame                 | Telecinco           |       | [ 96 ] |
| 2022 | Maestros de la costura  | La 1                |       | [ 97 ] |
| 2022 | La gran confusión       | La 1                |       | [ 98 ] |
| 2023 | Tu cara me suena        | Antena 3            |       | [ 99 ] |
| 2024 | Operación Triunfo 2023  | Prime Video         |       | [ 99 ] |

### Videos musicais
Como atriz
| Ano  | Título       | Artista(s) | Diretor         | Ref.    |
| ---- | ------------ | ---------- | --------------- | ------- |
| 2023 | «Bitch Feka» | A Zowi     | Esther Boyarizo | [ 100 ] |

## Teatro
| Ano  | Título           | Diretor         | Notas                     | Ref.  |
| ---- | ---------------- | --------------- | ------------------------- | ----- |
| 2021 | Eutanasia Deluxe | Samantha Hudson | Arte performativa/musical | [ 8 ] |